# Declan Hill
Pour les articles homonymes, voir Hill.
Declan Hill est journaliste, universitaire et consultant. Il est l'un des plus grands experts mondiaux sur les matchs truqués et la corruption dans le sport international. En 2008, Hill, en tant que boursier Chevening, a obtenu son doctorat en sociologie à l'Université d'Oxford. Son livre The Fix : crime organisé et football (Organized Crime and Soccer) a été traduit en quinze langues. Il souligne les dangers posés par la mondialisation du marché du jeu des sports internationaux, y compris les éventuels matches truqués au plus haut niveau du football professionnel (soccer). Hill a également publié un certain nombre d'articles universitaires, est un critique de Global Integrity et a vérifié l'impact de la mafia russe sur le hockey sur glace professionnel.

## Jeunesse
Diplômé de l'École nationale de théâtre du Canada, Trinity College (Toronto) et l'Université d'Oxford, Hill a agi dans des rôles mineurs au Festival Shaw et d'autres théâtres canadiens, puis en Inde dans la série télévisée sur Doordshan Bhaarat ek Khoj. En raison de ses expériences dans une clinique de la rue de Calcutta, il s'est peu à peu éloigné du théâtre, de devenir l'un des fondateurs bénévoles de la section canadienne de Médecins sans frontières (MSF), puis vers le journalisme.
Hill a travaillé pour la Canadian Broadcasting Corporation (CBC) d'abord comme un journaliste d'enquête sur le programme phare « The Fifth Estate », puis comme un chef d’antenne pour Newsworld International. Ses programmes et des articles ont également paru sur le Service de la BBC Radio World et BBC Radio 4: le Guardian et le Sunday Telegraph (Londres), ainsi que divers nouveaux médias.

## Travaux en cours
Avant de publier The Fix, Hill a complété des documentaires sur les meurtres des journalistes philippins, l'assassinat du chef de la mafia canadienne, les vendettas au Kosovo, le nettoyage ethnique en Irak, les religions païennes en Bolivie et les crimes d'honneur en Turquie.
Il a également donné des exposés à un certain nombre d'organisations, y compris le Comité International Olympique (CIO), le Conseil de l'Europe, la Fédération néerlandaise de football Association (KNVB) et de l'Australie et la Nouvelle-Zélande Sports Lawyers Association. Hill est aussi le récipiendaire du Prix du meilleur documentaire radio d'enquête 2007 de l'Association canadienne des journalistes et est du prix  Amnesty International Canada 2003  Media Winner. En 2009, Hill a remporté le Prix Jouer le jeu, comme «la personne qui mieux renforcer les valeurs éthiques fondamentales du sport. "
Dans ses temps libres, Hill est un boxeur amateur passionné et anime des groupes de boxeurs récréatives et compétitives  à La Havane, Cuba.